# Pixelmator
Pixelmator是立陶宛兄弟Saulius和Aidas Dailide为macOS开发的图形编辑器 它基于开源技术和macOS技术的结合。Pixelmator具有选择、绘画、修饰、导航和色彩校正工具；以及基于图层的图像编辑、GPU驱动的图像处理、色彩管理、自动化以及用于处理图像的透明抬頭顯示器用户界面。Pixelmator使用Core Image和OpenGL技术，使用Mac的顯示卡进行图像处理。
Pixelmator是第一个在Mac上完全支持WebP图像格式的商业图像编辑器。